# Opatija
Opatija (italsky Abbazia, německy Sankt Jakobi) je chorvatské město a turistické letovisko na východním pobřeží Istrie u Kvarnerského zálivu na úpatí pohoří Učka, 11 km západně od Rijeky. V roce 2011 zde žilo přes 11 500 obyvatel.

## Geografie
Město stává z deseti místních částí: Dobreć, Ičići, Ika, Mala Učka, Opatija, Oprič, Pobri, Poljane, Vela Učka a Veprinac, volněji se k němu váže osada Volosko.

## Historie

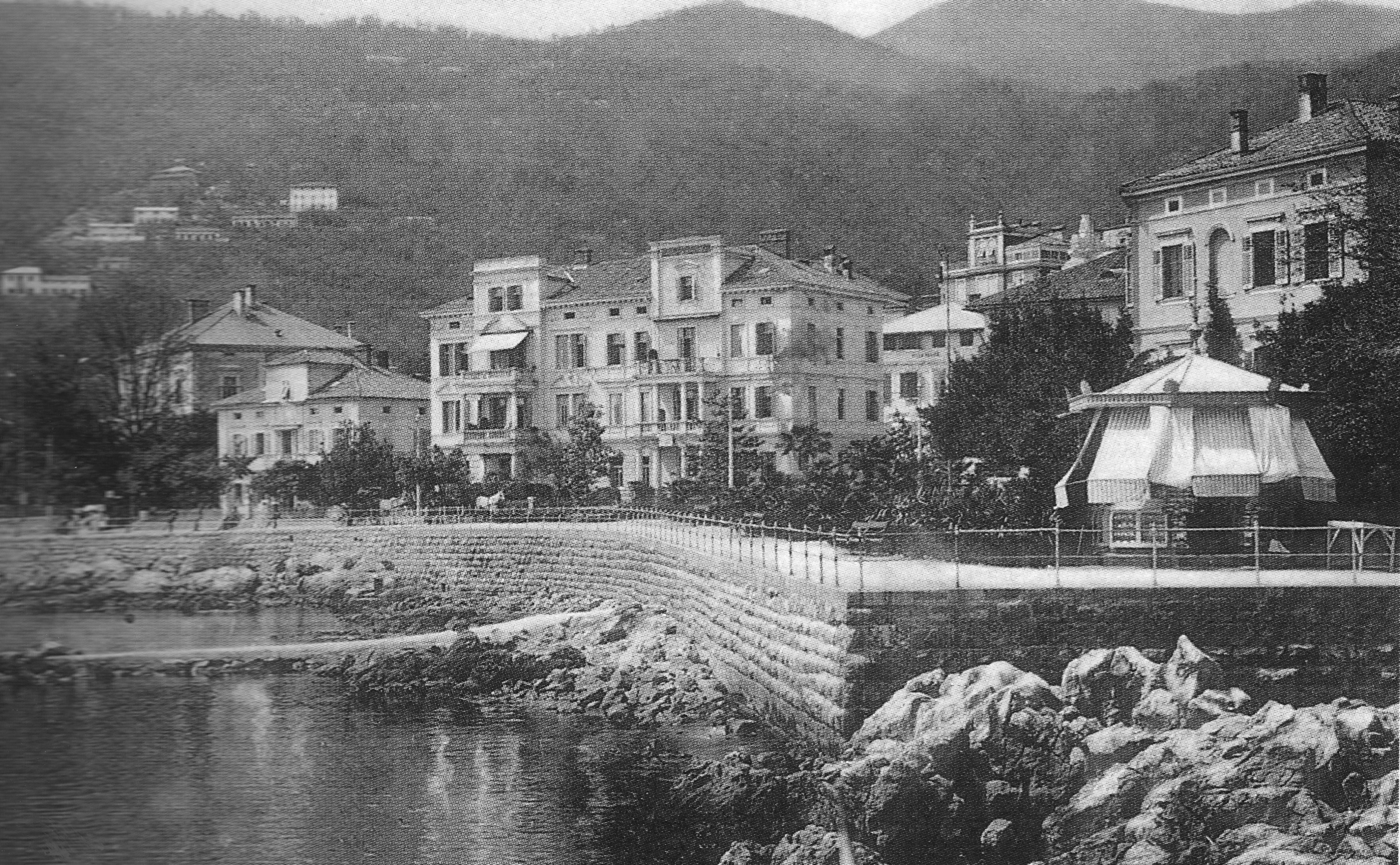
Opatija kolem roku 1900

Jméno města Opatija vzniklo v 15. století díky benediktýnskému opatství (chorvatsky opatija), které zde bylo. Dnešní Opatija byla do roku 1844 malou a nevýznamnou. V tomto přelomovém roku ji objevil bohatý obchodník z Rijeky Iginio Scarpa. Nechal zde pro sebe postavit luxusní letní vilu jménem Angiolina. Měla velmi rozlehlý subtropický a přímořský park. Zde ho pak v letních měsících navštěvovali bohatí přátelé z habsburské monarchie. Rekreační centrum se z Opatije stalo v roce 1882 díky tehdejšímu řediteli železnice Friedrichu Schüllerovi, který si zde tehdy koupil vilu.
Netrvalo dlouho a začaly se tu stavět luxusní hotely: hotel Kvarner z roku 1884 byl prvním hotelem na Jadranu, soukromé vily (vila Angiolina) a sanatoria rakousko-uherské šlechty. Status klimatických lázní získalo město v roce 1899 (tehdy byl postaven hotel Imperial), a tím se stalo velmi vyhledávaným místem evropské společenské smetánky, především v zimních měsících.
Úpadek města začal hlavně za italské správy, kam se Istrie a Kvarner dostaly. Návrat města nastal v 60. letech 20. století. V této době zde bylo postaveno několik nových budov. Zároveň se rekonstruovaly staré hotely, které ještě slouží k ubytování. Opatija je jedno z měst, kde se hotely opravovaly, i díky tomu se stala známou oblastí, kterou začínají vyhledávat turisté. Město se zároveň může pyšnit kongresovou halou, která slouží nejen pro konání kongresů, ale i různých besed. Opatija dnes patří k poměrně dosti navštěvovaným kongresovým místům Chorvatska.

## Památky
- Kostel Zvěstování P. Marie
- Kostel sv. Jakuba
- Kristův kostel
- Hotel Kvarner z roku 1884 - první na Jadranu
- Císařská villa Amalia

## Slavné osobnosti
- Andrija Mohorovičić (1857–1936), chorvatský seismolog a geofyzik, narodil se ve Volosku-Opatiji
- Frank Horvat (1857–1936), fotograf, zdejší rodák
- Český houslista Jan Kubelík zde vlastnil vilu Rosalia, kde v letech 1922–1932 trávil s rodinou vždy značnou část roku.[1] Před vilou Angiolina stojí jeho socha.
- Leo Sternbach (1908–1997), americký chemik a farmaceut, zdejší rodák; vynalezl valium

## Galerie

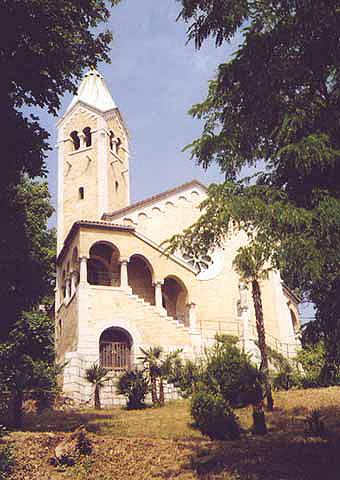
Kristův kostel
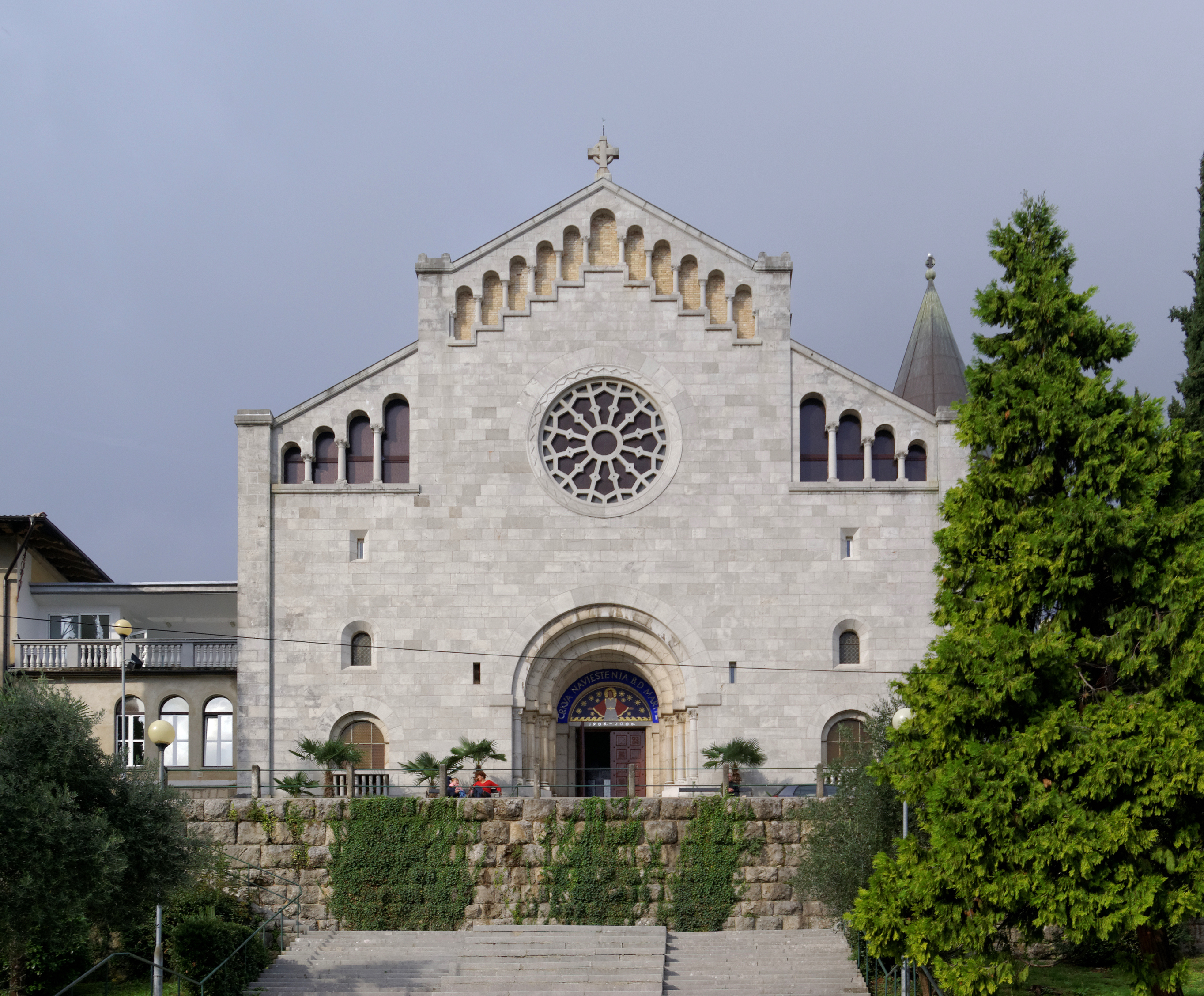
Kostel Zvěstování Panny Marie
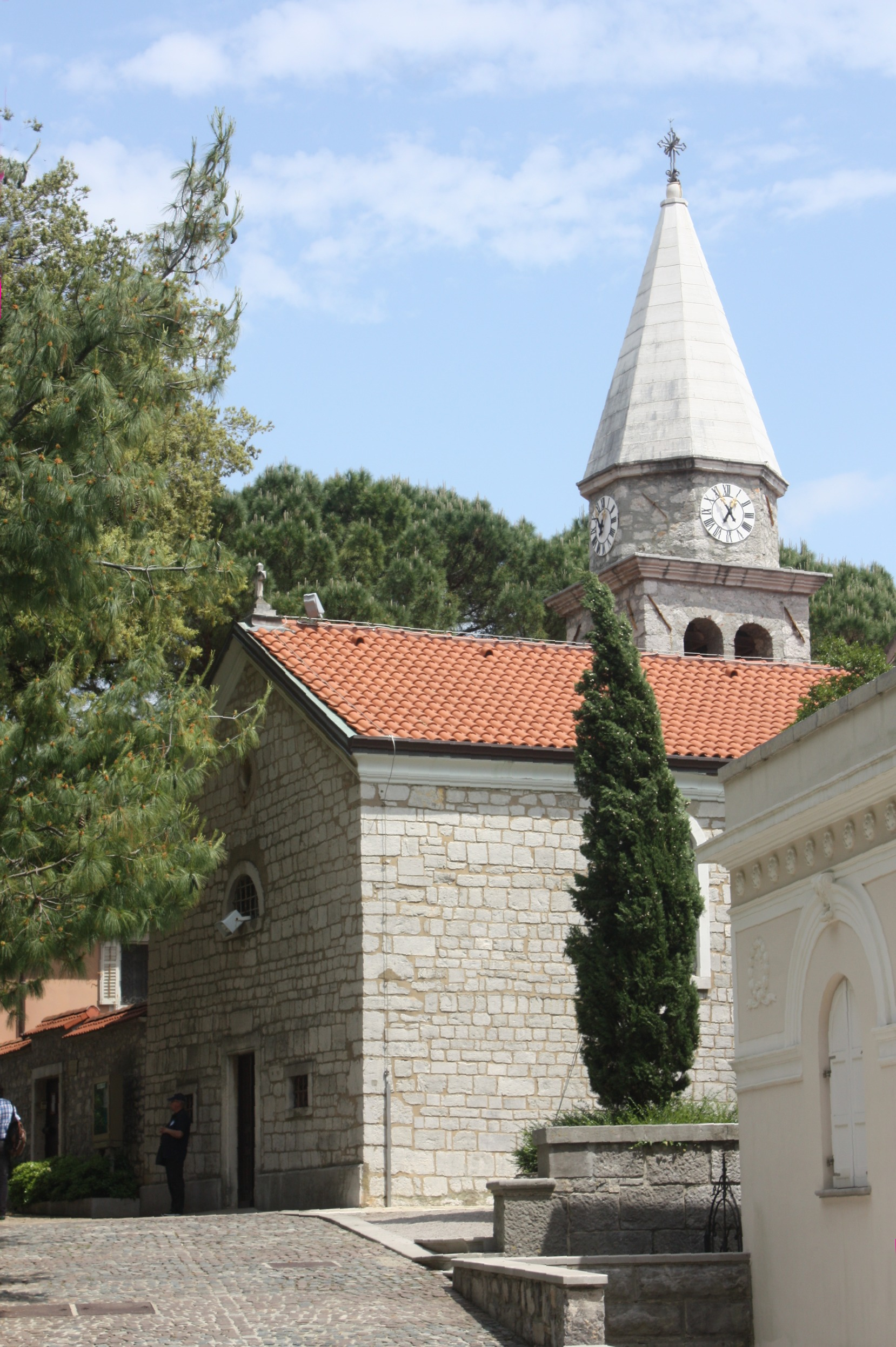
Kostel sv. Jakuba
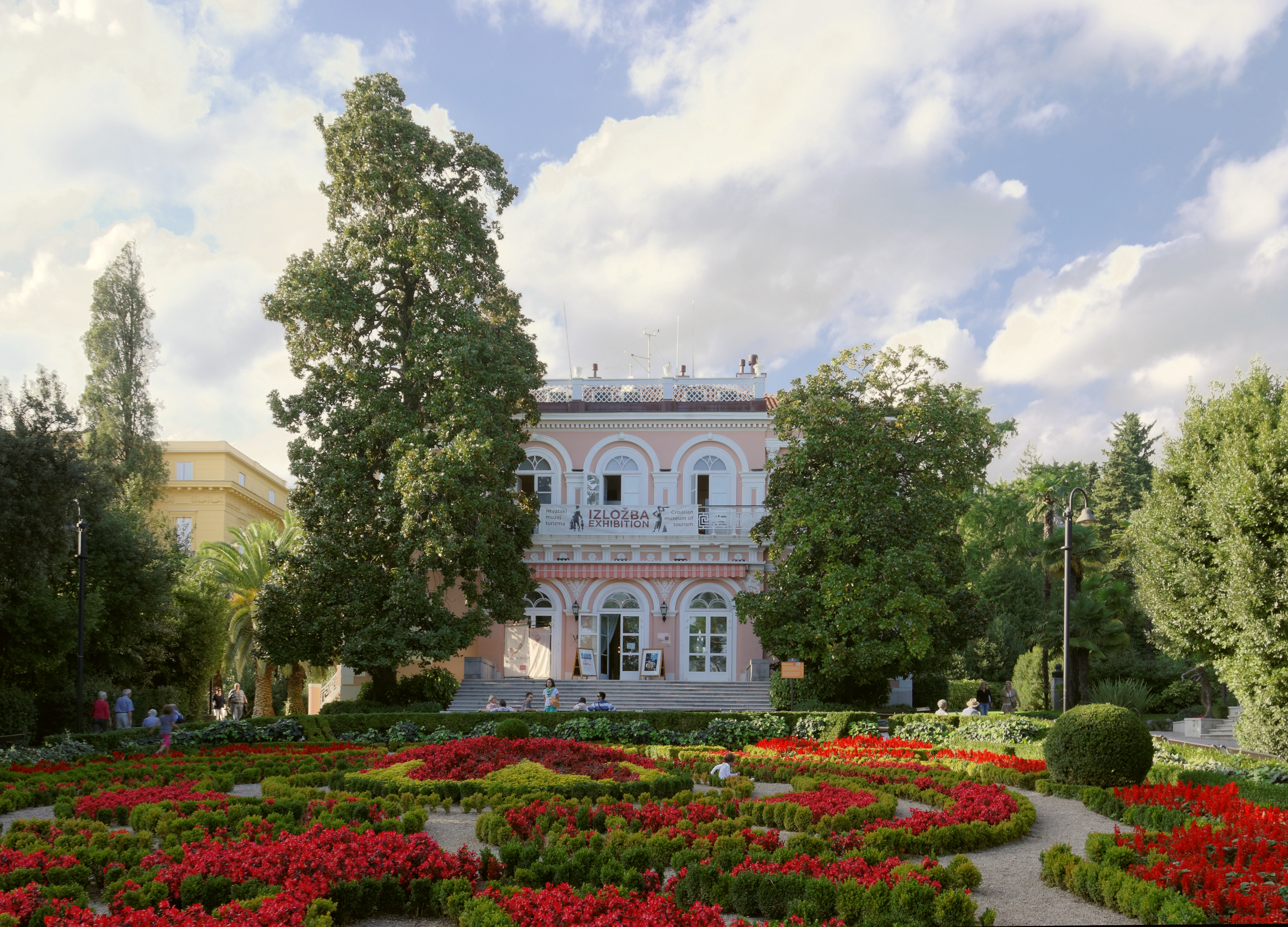
Villa Angiolina
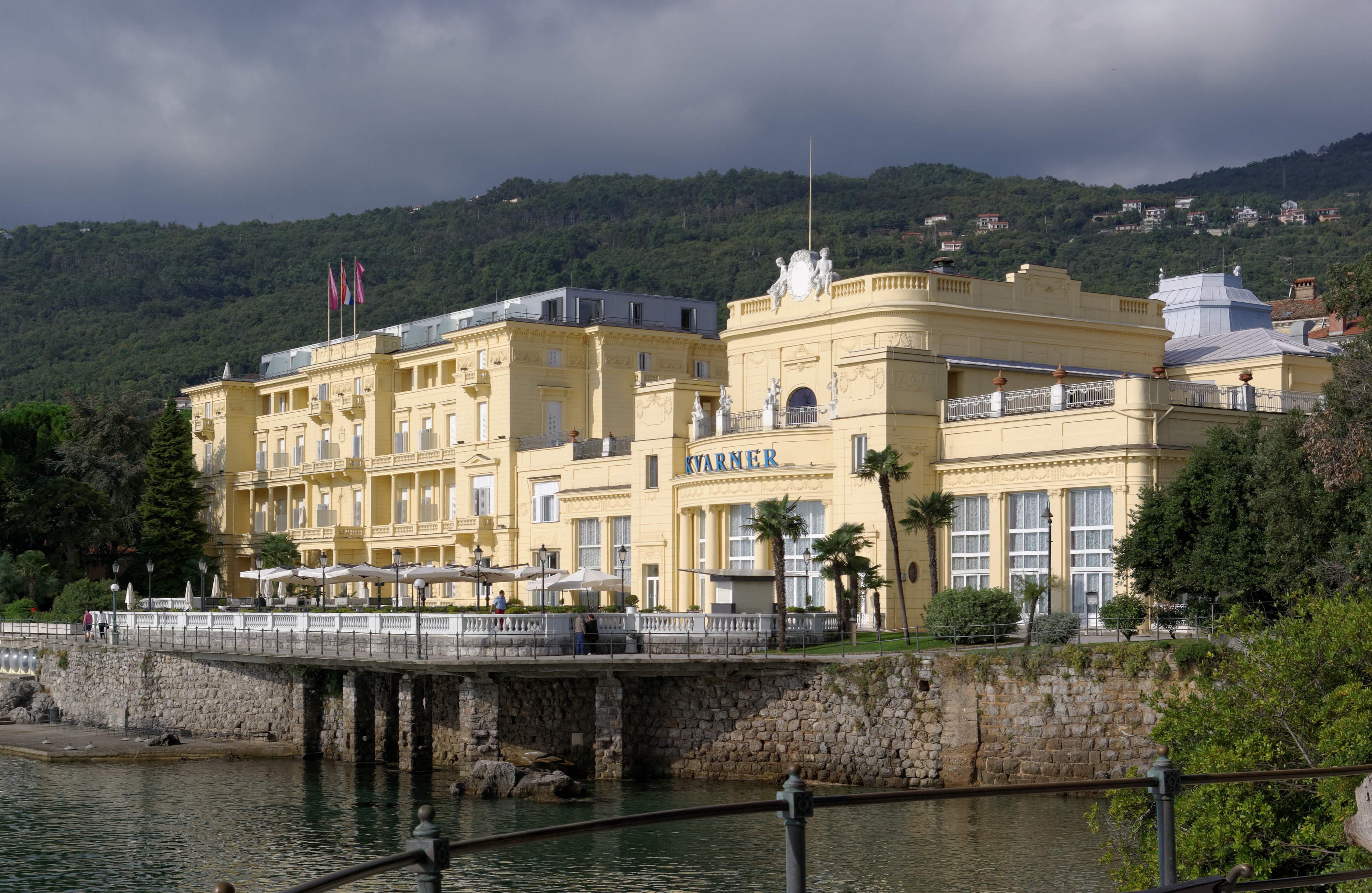
Hotel Kvarner
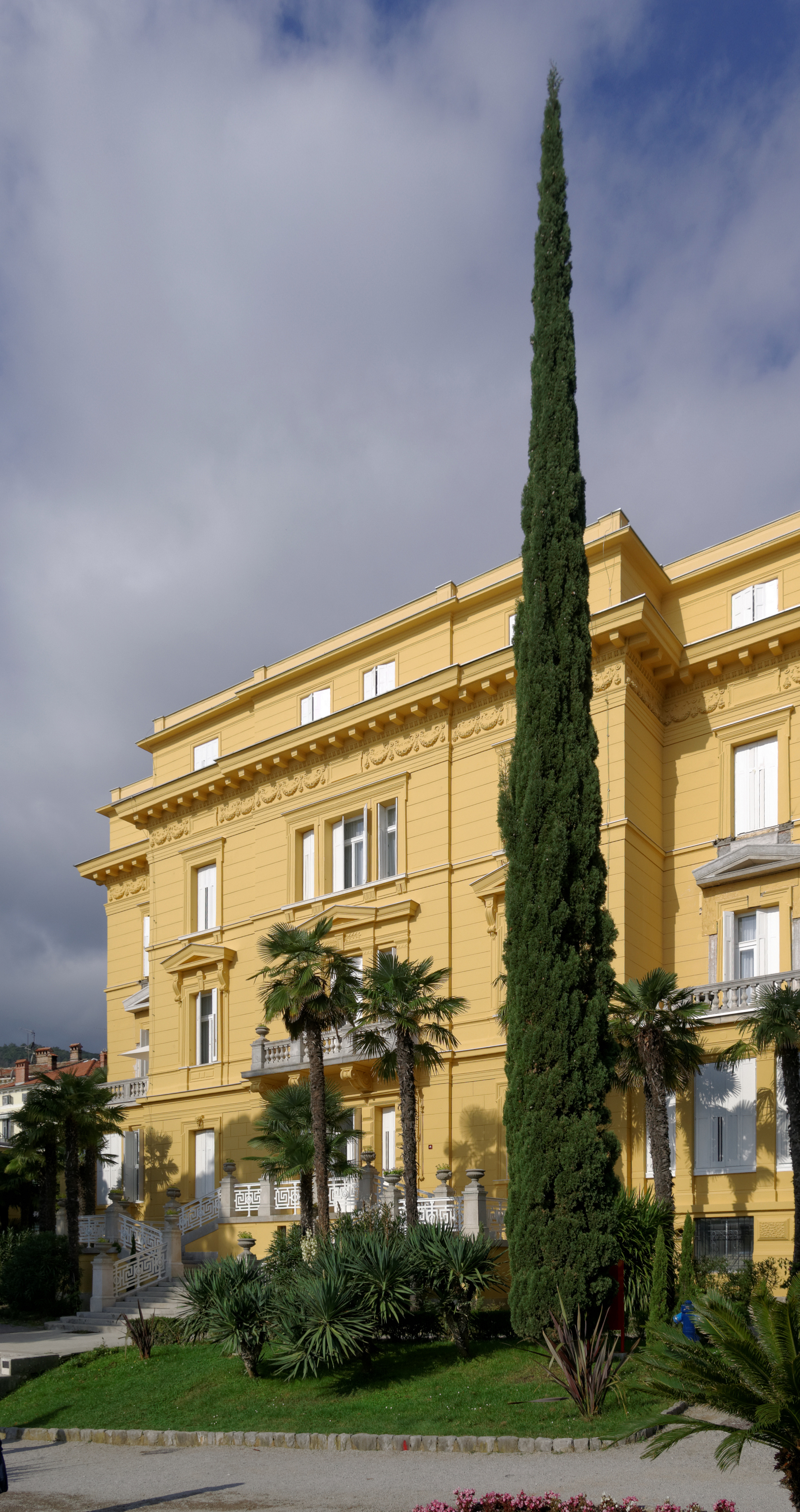
císařská Villa Amalia
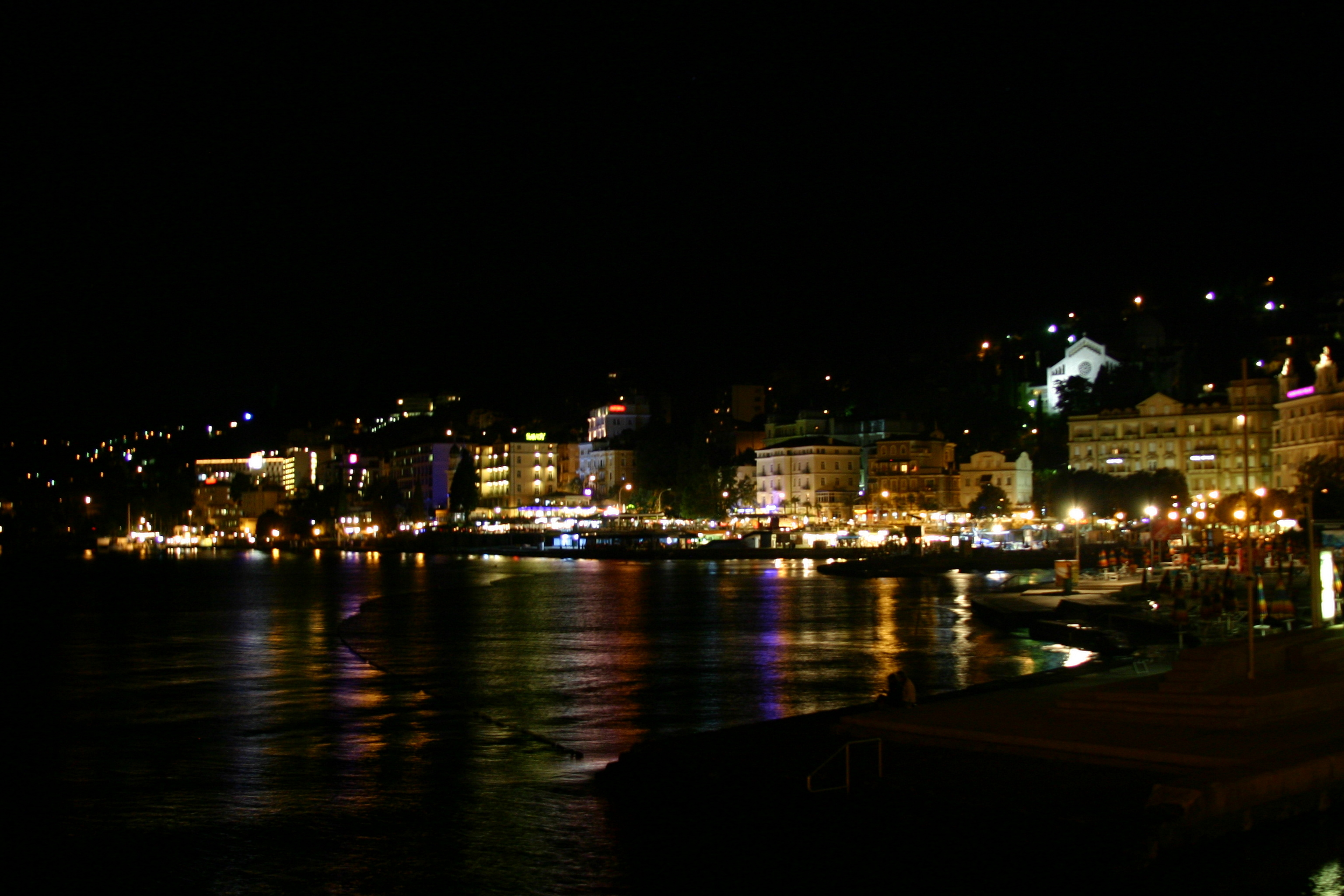
Noční Opatija
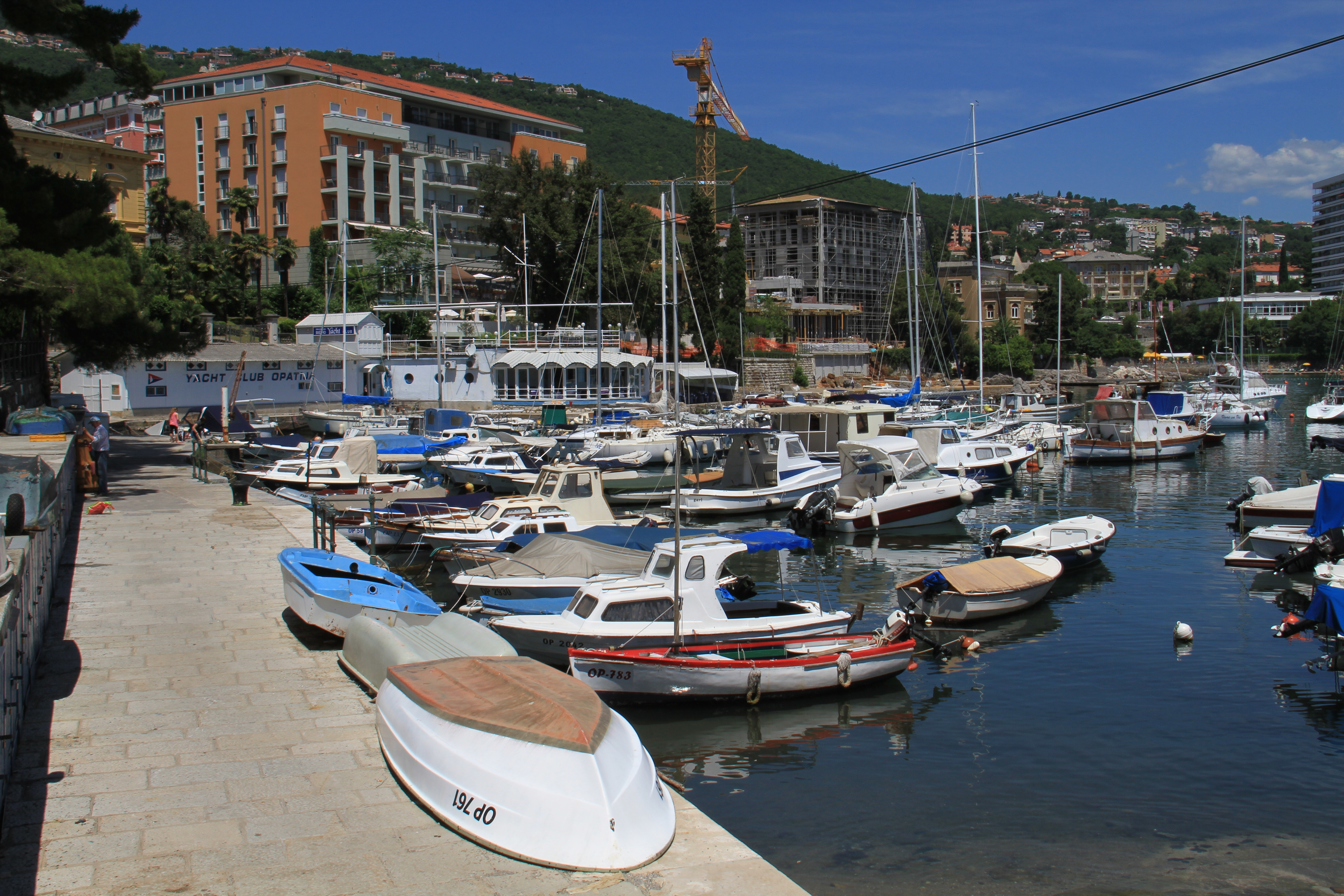
Přístav
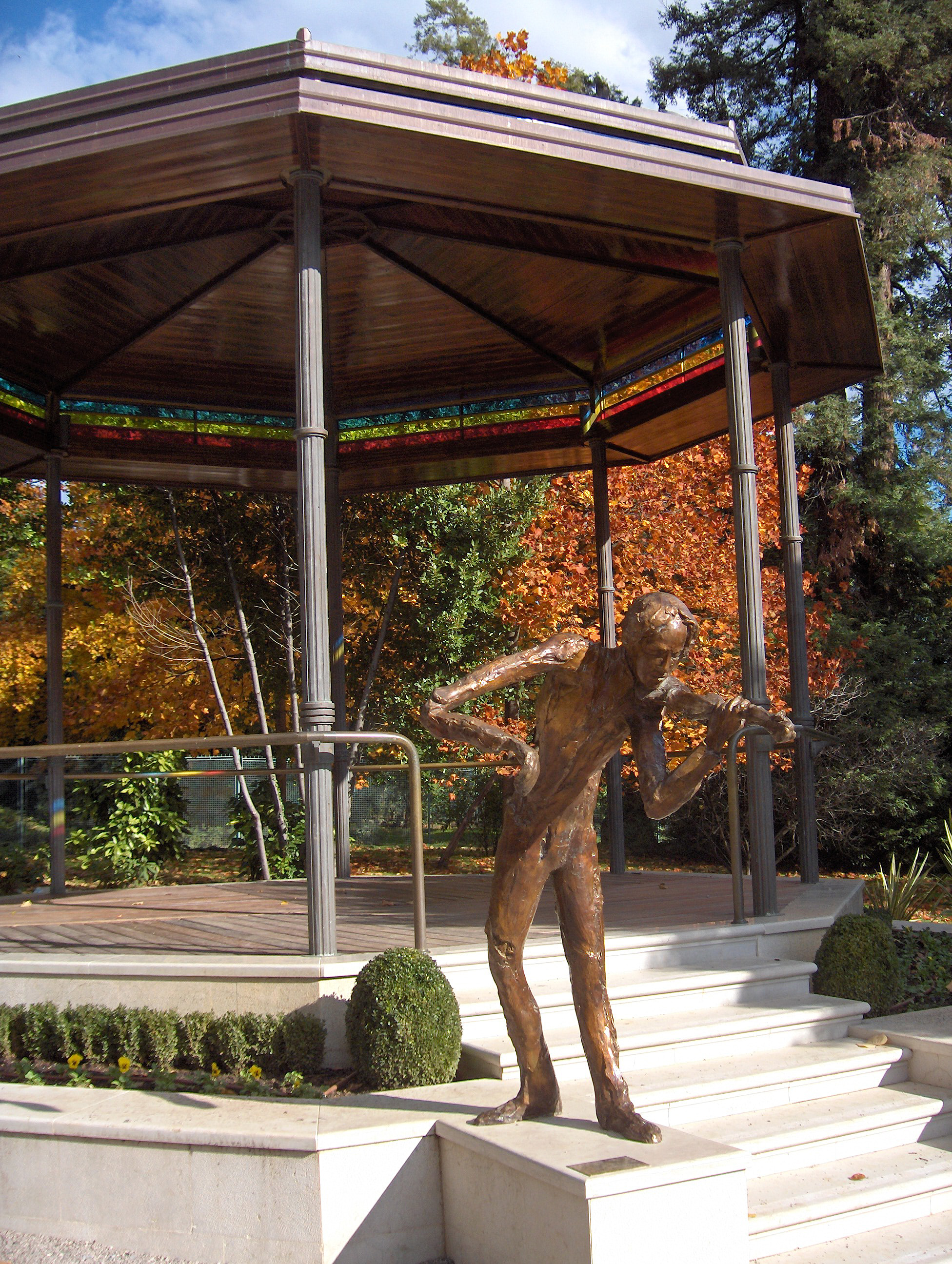
Socha Jana Kubelíka